# پایگاه هوایی چیتوس
پایگاه هوایی چیتوس (به انگلیسی: Chitose Air Base) یک فرودگاه نظامی است که یک باند فرود بتن دارد و طول باند آن ۳۰۰۰ متر است. این فرودگاه در کشور ژاپن قرار دارد .